# Carnaval fi Dachra
Pour plus de détails, voir Fiche technique et Distribution.
Carnaval fi Dachra est un film de comédie algérien réalisé par Mohamed Oukassi, présenté au public 1994. L'œuvre est une fiction fondée sur des faits comiques et émouvants du personnage Makhlouf Bombardier. La langue populaire (derja) a caractérisé le film.

## Synopsis
Makhlouf Bombardier, hors du commun, décide d'être élu maire d'une dechra (village). Alors, il s'entoure de partenaires fiables pour organiser une très grande campagne pour son élection. Bombardier devient le maire du village et organise un festival international du film pour faire concurrence aux Journées cinématographiques de Carthage. Dans son action, il est poursuivi par la cour des comptes pour détournement d'argent. Alors, son ultime objectif est de devenir le président de la République. 

## Fiche technique
- Réalisation : Mohamed Oukassi
- Scénario : Mohamed Oukassi
- Photographie :
- Musique originale :
- Montage :
- Décors :
- Producteur :
- Production : EPTV
- Pays d'origine : Algérie
- Format : Couleur
- Genre : Comédie
- Durée : 120 minutes
- Sortie : 1994

## Distribution
- Othmane Ariouat : Makhlouf Bombardier
- Salah Aougrout : Cheikh Brahim
- Khider Hmida : Si Benouna
- Lakhder Boukhers : El Alouch
- Mustapha Himoun : Aissa El Okli
- Hamid Achouri : El Mabrouk
- Atika Toubal : La femme courte

## Tournage
Le tournage du film a eu lieu a Biskra.